# إبراهام إكس. باركر
إبراهام إكس. باركر هو محامي وسياسي أمريكي، ولد في 14 نوفمبر 1831 في غرانفيل في الولايات المتحدة، وتوفي في 9 أغسطس 1909 في Potsdam, New York ‏ في الولايات المتحدة. نشط حزبياً في الحزب الجمهوري. وقد انتخب عضو جمعية ولاية نيويورك ‏ وانتخب عضو مجلس ولاية نيويورك ‏ وانتخب عضو مجلس النواب الأمريكي.